# 荷西·巴爾德斯
荷西·阿爾弗雷多·巴爾德斯（西班牙語：José Alfredo Valdez，1990年3月1日—），為多明尼加棒球選手，守備位置投手。

## 生平
荷西·巴爾德斯在2009年的美國職棒選秀會由底特律老虎隊自由契約球員簽下，生涯曾屢次登上大聯盟，但皆在大小聯盟中沉浮 。
2021年10月前往台灣效力於中華職棒中信兄弟隊，登錄名華德茲。2022年球季轉戰中華職棒富邦悍將隊，登錄名改為威迪茲，但因表現不佳，同年7月28日遭球團解約。

## 經歷
- 美國職棒底特律老虎（小聯盟－大聯盟，2009年－2016年）
- 多明尼加聯盟Gigantes del Cibao（2013年－2015年）
- 美國職棒洛杉磯天使（小聯盟－大聯盟，2016年－2017年）
- 美國職棒聖地牙哥教士（小聯盟－大聯盟，2017年）
- 多明尼加聯盟Gigantes del Cibao（2017年－2018年）
- 美國職棒舊金山巨人（小聯盟－大聯盟，2018年）
- 委內瑞拉聯盟Cardenales de Lara（2018年）
- 墨西哥聯盟Diablos Rojos del Mexico（2019年）
- 墨西哥聯盟Rieleros de Aguascalientes（2019年）
- 墨西哥太平洋聯盟Caneros de Los Mochis（2019年）
- 委內瑞拉聯盟]igres de Aragua（2019年）
- 多明尼加聯盟Gigantes del Cibao（2020年）
- 墨西哥聯盟Pericos de Puebla（2021年）
- 中華職棒中信兄弟（2021年）
- 中華職棒富邦悍將（2022年）

## 特殊事跡
2021年12月1日於台灣大賽第四戰擔綱先發投手，主投8局奪5次三振、3次四死球，僅被擊出2支安打無失分，在中職登板不到一個月就順利讓中信兄弟封王，奪得兄弟象隊轉手中信金融集團後的第一座總冠軍。
2022年6月2日，於新莊球場對戰味全龍隊，龍隊球員蔣少宏揀到一顆界外球上面沾有黏性物質，總教練葉君璋向主審反應，7局上主審林金達會同其他裁判檢查威迪茲的手套，發現塗有外部物質，主審當場依規章將威迪茲驅逐出場，成為中職史上首位因塗抹異物被驅逐出場的投手。隔日聯盟公佈懲處，對其禁賽10場及罰款新臺幣1萬元。

## 個人成績

### 美國職棒
| 年度 | 球隊         | 出賽 | 先發 | 勝投 | 敗投 | 中繼 | 救援 | 完投 | 完封 | 三振 | 四死 | 投球局數 | 防禦率 | 被上壘率 |
| ---- | ------------ | ---- | ---- | ---- | ---- | ---- | ---- | ---- | ---- | ---- | ---- | -------- | ------ | -------- |
| 2015 | 底特律老虎   | 7    | 0    | 0    | 1    | 0    | 0    | 0    | 0    | 4    | 4    | 9.0      | 4.00   | 1.56     |
| 2016 | 洛杉磯天使   | 25   | 0    | 2    | 3    | 6    | 0    | 0    | 0    | 22   | 16   | 23.1     | 4.24   | 1.41     |
| 2017 | 聖地牙哥教士 | 13   | 0    | 0    | 0    | 0    | 0    | 0    | 0    | 16   | 4    | 17.0     | 7.94   | 1.41     |
| 2018 | 舊金山巨人   | 4    | 0    | 0    | 0    | 0    | 0    | 0    | 0    | 4    | 1    | 5.0      | 12.60  | 1.80     |
| 合計 | 4年          | 50   | 0    | 2    | 4    | 6    | 0    | 0    | 0    | 47   | 26   | 55.1     | 6.34   | 1.48     |

### 中華職棒
| 年度 | 球隊     | 出賽 | 先發 | 勝投 | 敗投 | 中繼 | 救援 | 完投 | 完封 | 三振 | 四死 | 投球局數 | 自責分率 | 被上壘率 |
| ---- | -------- | ---- | ---- | ---- | ---- | ---- | ---- | ---- | ---- | ---- | ---- | -------- | -------- | -------- |
| 2021 | 中信兄弟 | 4    | 2    | 1    | 0    | 0    | 0    | 0    | 0    | 9    | 9    | 18.1     | 2.45     | 1.04     |
| 2022 | 富邦悍將 | 9    | 8    | 2    | 6    | 0    | 0    | 0    | 0    | 26   | 22   | 49.2     | 4.17     | 1.43     |
| 合計 | 2年      | 13   | 10   | 3    | 6    | 0    | 0    | 0    | 0    | 35   | 31   | 68       | 3.71     | 1.32     |

## 外部連結
- 荷西·巴爾德斯在台灣棒球維基館上的頁面（繁體中文）
- 荷西·巴爾德斯在美國職棒（英语）
- 荷西·巴爾德斯在中華職棒
- 荷西·巴爾德斯在Baseball-Reference.com（大聯盟）（英语）
- 荷西·巴爾德斯在Baseball-Reference.com（小聯盟以及海外聯盟）（英语）
- 荷西·巴爾德斯在ESPN（MLB）（英语）
- 荷西·巴爾德斯在FanGraphs.com（英语）
- 荷西·巴爾德斯在The Baseball Cube（英语）